# 胡希聖
胡希聖，山西承宣布政使司平陽府臨汾縣（今山西省臨汾市）人，清朝政治人物、進士出身。

## 生平
順治三年（1646年），登進士，授戶部江南清吏司主事，后管理通昌芻糧餉運屯稅。此後升任袁州府知府。